# Assur-nadin-ahhe II
Aššur-nādin-ahhē II was koning van Assyrië van 1403 tot 1393 v.Chr. Hij wordt meestal beschouwd als de laatste vorst van de Oud-Assyrische periode. De naam Ashur-nadin-ahhe betekent  “de god Ashur heeft een broer gegeven” in het Akkadisch. Er zijn twee vorsten van deze naam in deze periode en van beide is vrijwel niets bekend behalve dat er een koning met deze naam genoemd wordt in de Amarna-brieven. In de brief met het nummer EA 16 die Assur-uballit I een aantal jaren later schreef aan de farao (waarschijnlijk Achnaton) verwijst hij naar een van zijn voorgangers met deze naam die eerder geschreven had naar de farao en van deze goud ontvangen had. Dit zou kunnen wijzen op eerdere diplomatieke en mogelijk zelfs dynastieke verbindingen tussen beide hoven. Assur-uballit I vermeldt ook dat hij een bron die niet meer aan de eisen voldeed had doen volstorten en zegt dat de koning die deze bron gegraven had Assur-nadin-ahhe heette. Waarschijnlijk was dit Assur-nadin-ahhe II
Hoe dit ook zij, in de tijd van Assur-nadin-ahhe II was Assyrië hoogstwaarschijnlijk een vrij zwak vorstendom dat waarschijnlijk onderhorig was aan het machtige buurrijk van Mitanni